# Ghislaine Roussel
Ghislaine Roussel (née Sciré le 29 avril 1955 à Lyon) est une athlète française, spécialiste des courses de demi-fond.

## Biographie
Elle est sacrée championne de France du 1 500 mètres en 1981 à Mulhouse.
Son record personnel sur 1 500 m est de 4 min 18 s 60 (1981).